# المؤسسة الطبية والبحثية الإفريقية
المؤسسة الطبية والبحثية الأفريقية "AMREF" مؤسسة خيرية تم تأسيسها في عام 1957 من قبل ثلاثة جراحين كجزء من أنشطة منظمة أطباء طيارين في شرق أفريقيا وهم السير مايكل وود، السير أرشيبالد ماكندو، وتوم ريس – قاموا بوضع خطة لتوفير الرعاية الطبية في شرق أفريقيا، حيث عملوا كجراحين ترميميين جميعًا لسنوات عديدة .

## التاريخ

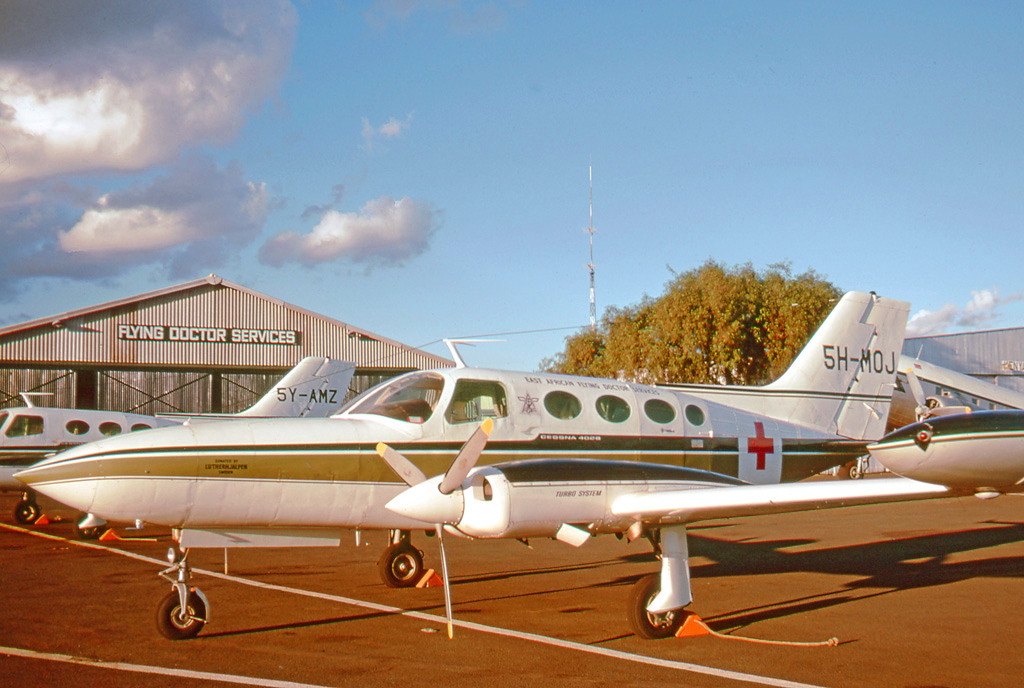
طائرة سيسنا 402 الطبية في قاعدة مطار نيروبي (ويلسون) في عام 1973

في عام 1957، تم تأسيس المؤسسة الطبية والبحثية الأفريقية كخدمة جوية متنقلة. مع أوائل الستينيات تم إضافة الخدمات البرية والعيادات المتنقلة. تم بعد ذلك إضافة تدريب لمقدمي الرعاية الصحية المحليين تدريجياً شمل ذلك تطوير مواد التعلم الصحي والتركيز على الرعاية الصحية المجتمعية.
خلال ثمانينيات القرن الماضي، تحولت أمريف إلى منظمة صحة مجتمية، متعاونة مع كلا من مؤسسات وزارة الصحة في المنطقة ووكالات المعونات الدولية. ساهم ذلك في تعزيز دورها في الوصول إلى أنحاء نائية وفي تنمية قدرات العاملين بها.
في اوائل التسعينات، قدمت أمريف برنامج تدريب صحي مدته عام واحد بالتزامن مع عملها في إجراء التدابير الوقائية اللازمة ضد العديد من الأمراض مثل الملاريا وفيروس نقص المناعة البشرية/ الإيدز والسل.
في مارس 2018، تعاونت أمريف مع جنرال إلكتريك للرعاية الصحية لتحسين الرعاية الأولية لتقليل نسب وفيات الأمهات والرضع من الأمراض التي يمكن الوقاية منها.

## وصلات خارجية
- الموقع الرسمي للمؤسسة الطبية والبحثية الأفريقية.
- أنشطة المؤسسة في تنزانيا
- أنشطة المؤسسة في زامبيا.